# Panorama City Towers
Las Panorama City Towers, también conocidas como Panorama City y Panorama Towers, son un complejo residencial compuesto por dos rascacielos situado en la ciudad de Bratislava, forman parte del complejo Eurovea. Ambos tienen 34 plantas, aunque la torre 1 tiene  112,6 metros de altura  y la torre 2 112,2 metros. Ambas fueron coronadas en 2015 e inauguradas en 2016. Fueron los más altos del país entre 2015 y 2020.

## Descripción
Ambas torres tienen planta triangular y albergan un total de 606 apartamentos. Los edificios fueron diseñados por el arquitecto español Ricardo Bofill entre 2005 y 2008 y el proyecto en sí fue gestionado por P - T, spol. s ro, bajo la dirección del arquitecto Juraj Hermann. El proyecto fue modificado varias veces y la fase preparatoria antes de su implementación duró varios años. La construcción de los dos edificios comenzó en julio de 2013 y la inauguración tuvo lugar en 2016. El desarrollador es J&T REAL ESTATE, AS (JTRE), relacionada con J&T.
De las 34 plantas de cada edificio, 33 son habitables, estando la planta superior reservada para los sistemas de refrigeración y equipamientos técnicos. En total dispone de 932 plazas de aparcamiento distribuidas en una planta subterránea y cuatro plantas de garaje sobre rasante. Cuenta con locales comerciales en la planta baja.